# آنا کریستی (فیلم ۱۹۲۳)

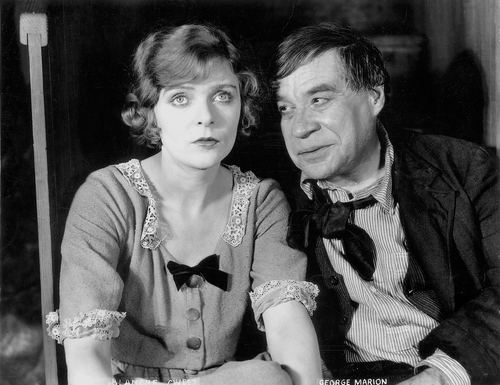

آنا کریستی (انگلیسی: Anna Christie) فیلمی در ژانر درام به کارگردانی John Griffith Wray و توماس اچ. اینس است که در سال ۱۹۲۳ منتشر شد.

## بازیگران
- بلانش سوئیت
- ویلیام راسل
- جورج اف. ماریون
- چستر کانکلین
- ویکتور پاتل
- یوجینی بسرر
- جرج سیگمن
- اروینگ بیکن
- ماتیو بتز